# Sistema massa-mola
O sistema massa-mola é um modelo utilizado na Física para estudo das oscilações de partículas.

## Sistema massa-mola simples
O sistema massa-mola simples é constituído por um corpo de massa m acoplado a uma mola com fator restaurador k (constante de deformação), enquanto a outra extremidade está ligada a um  ponto fixo, conforme mostrado na Figura 1. 

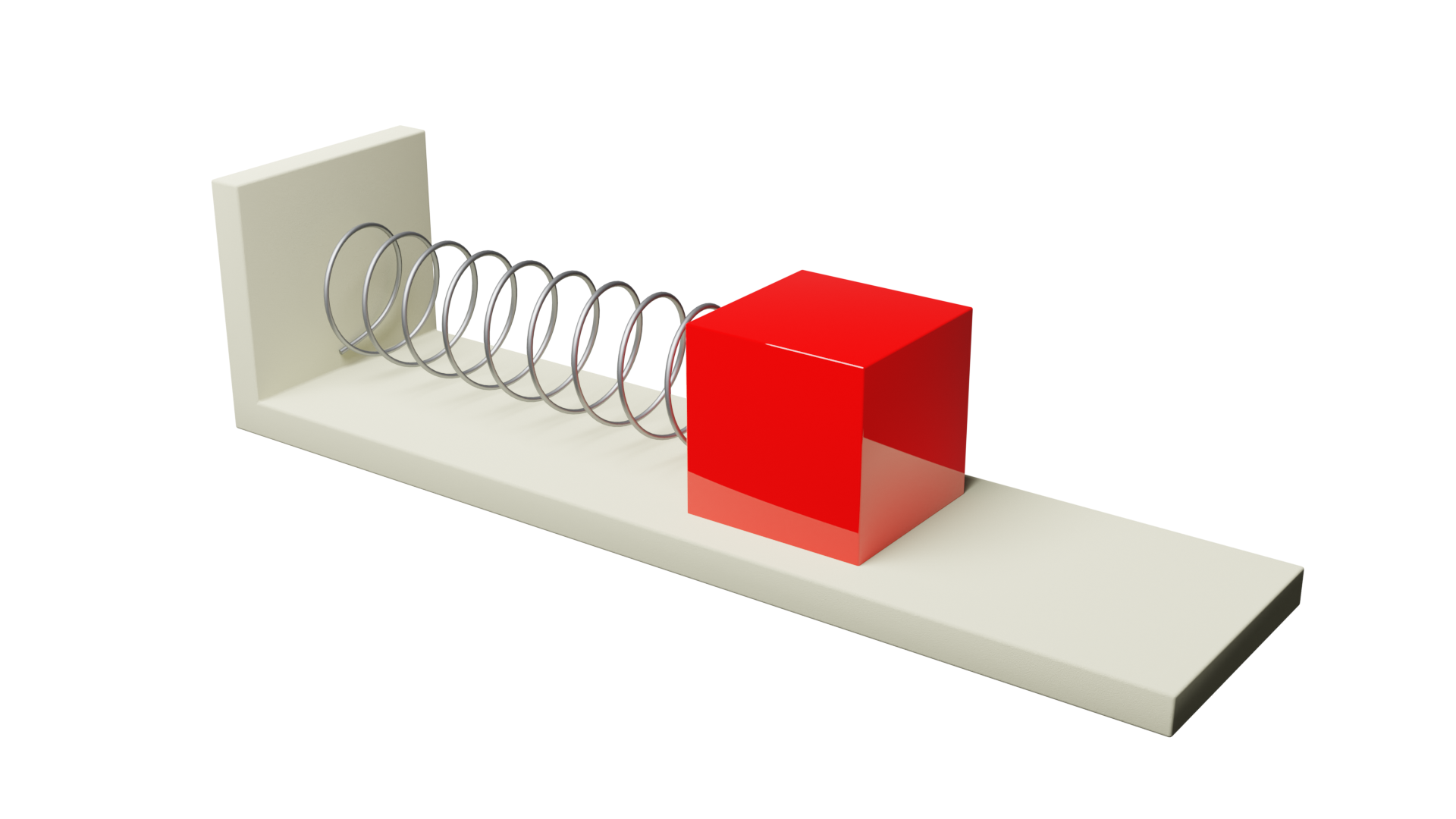
Representação em 3D do sistema massa-mola.

Consideremos que o sistema encontra-se em equilíbrio, com a posição de equilíbrio da massa denotada por 0 (x = 0). Se a massa é deslocada da posição de equilibrio, uma força restauradora tenta trazê-la de volta à situação inicial. As posições -xM e xM denotam, respectivamente, as posições de extensão e compressão máxima da mola. 
Para pequenos deslocamentos, a forca restauradora é proporcional ao deslocamento sofrido pela mola.  {\displaystyle F=-kx}Se o bloco de massa m é deslocado em relação à posição inicial e solto em seguida, o sistema passa a oscilar em torno da posição de equilíbrio. Aplicando a segunda lei de Newton para analisar esse sistema, teremos a seguinte relação
{\displaystyle F=m{\ddot {x}}=-kx}
A sua solução é da forma {\displaystyle x=x_{m}\cos {\omega }_{0}t} 
onde 
{\displaystyle {\omega }_{0}={\sqrt[{2}]{k \over m}}}
é a frequência de oscilação natural do sistema.

## Sistema massa-mola composto
Se acoplarmos a esse sistema massa-mola a outro conforme mostrado na Figura 2 e aplicarmos novamente as leis de Newton teremos para as massas m1 e m2, respectivamente,  
{\displaystyle m_{1}{\ddot {x}}_{1}=-kx_{1}-k(x_{1}-x_{2})}   e {\displaystyle m_{2}{\ddot {x}}_{2}=-kx_{2}-k(x_{2}-x_{1})}.

As soluções para tais equações também serão oscilatórias, porém agora encontraremos duas freqüências de oscilação para o sistema e não apenas uma como no caso anterior. As novas freqüências permitidas serão
{\displaystyle {\omega }_{1}={\sqrt[{2}]{3k \over m}}} e {\displaystyle {\omega }_{2}={\sqrt[{2}]{k \over m}}} 
Se agora tivermos três massas acopladas, teremos três novas frequências de oscilação diferentes. Analogamente, se tivermos N massas acopladas teremos N modos normais correspondentes. Mostrando que a interação entre as massas faz com que apareçam novas frequências, abrindo o espectro de frequências permitidas.
A Figura 3 mostra o espectro de frequências de um sistema de acordo com o número de massas.

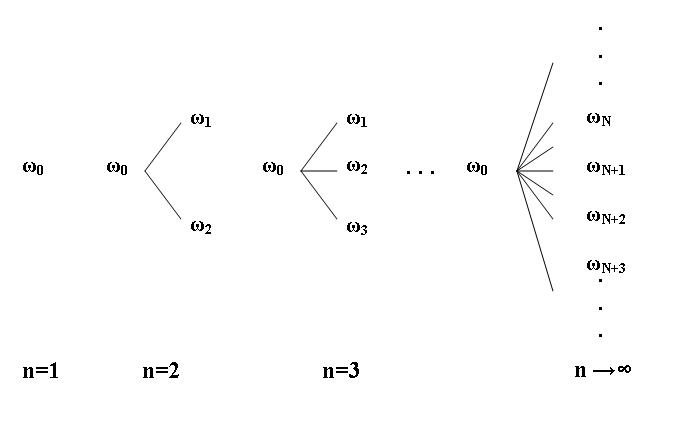
Figura 3: Espectro de frequências de acordo con o número n de massas acopladas.

Consideremos agora o sistema massa-mola ilustrado na Figura 4 formado por infinitos conjuntos massa-mola desacoplados, cada par massa-mola individualmente nessa forma possui um dado modo normal de vibração (uma freqüência natural de oscilação), todos os pares possuem o mesmo modo normal e a Hamiltoniana que contempla esse sistema é dá forma: 
{\displaystyle H_{o}=\sum _{j=0}^{\infty }E_{o}\mid \phi _{j}\rangle \langle \phi _{j}\mid }
com representação matricial:
{\displaystyle H={\begin{pmatrix}\ddots \\&E_{o}&0&0&0\\&0&E_{o}&0&0\\&0&0&E_{o}&0\\&0&0&0&E_{o}\\&&&&&\ddots \end{pmatrix}}}

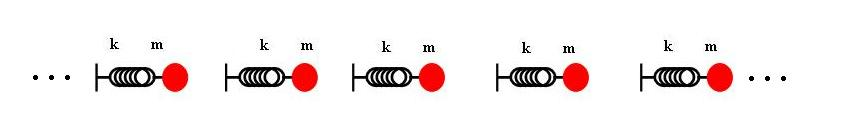
Figura 4: Sistema infinito de pares massa-mola desacoplados.

Se acoplamos esses pares da forma mostrada na Figura 5 a nova hamiltoniana do sistema será:
{\displaystyle H=\sum _{j=1}^{\infty }E_{o}\mid \phi _{j}\rangle \langle \phi _{j}\mid +\sum _{j=1}^{\infty }J(\mid \phi _{j}\rangle \langle \phi _{J+1}\mid +\mid \phi _{j+1}\rangle \langle \phi _{J}\mid )}

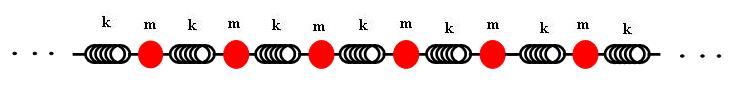
Figura 5: Sistema infinito de pares massa-mola acoplados.

Sua representação matricial é da forma
{\displaystyle H={\begin{pmatrix}\ddots \\&E_{o}&-A&0&0\\&-A&E_{o}&-A&0\\&0&-A&E_{o}&-A\\&0&0&-A&E_{o}\\&&&&&\ddots \end{pmatrix}}}
Vemos, portanto que ao acoplar os osciladores o seu espectro de freqüências se abre permitindo novas freqüências diferentes individuais de cada par massa-mola. Um efeito semelhante ocorre quando juntamos vários átomos para formar uma cadeia linear. Ou seja, o sistema mostrado na Figura 4 é análogo a uma cadeia linear de átomos acoplados, apesar do fato de ser apenas um modelo clássico.